# Circonscription d'Alamata
La circonscription d'Alamata est une des 38 circonscriptions législatives de l'État fédéré du Tigré, elle se situe dans la Zone sud. Son représentant actuel est Kidane Seyoum Mengesha.